# Сад Зимнего дворца
Сад Зи́мнего дворца́ (Разводной сад, Собственный сад) — небольшой сквер в Санкт-Петербурге между Дворцовой площадью, Дворцовым проездом, Дворцовой набережной и Зимним дворцом.

## Строительство

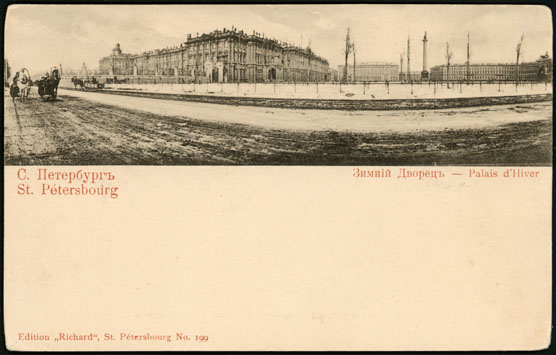
Дворцовый проезд, 1902—1917

Когда Адмиралтейство утратило свои оборонительные функции, в 1760-х годах архитектором А. В. Квасовым были определены границы центральных площадей, окружающих здание Адмиралтейства. Это упорядочило освободившееся пространство, в это же время участок между Зимним дворцом и Невой стал использоваться для развода караула. Со временем это место стало носить название Разводной площади. В этом виде площадь просуществовала до 1870-х годов, когда была устроена Дворцовая набережная. В направлении набережной от Невского проспекта был проложен Дворцовый проезд.
Со временем этот новый проезд стал достаточно оживлённым, к тому же проложенная в конце века конка дополнительно привнесла уличный шум. В крыле Зимнего дворца, выходившем окнами на проезд, находились личные покои царской четы, также здесь принимали иностранных послов. К тому же 5 (17) февраля 1880 С. Н. Халтурин произвёл взрыв в подвале под обеденной залой Зимнего дворца. Это было одно из покушений на императора, после этого был принят ряд мер по обеспечению безопасности царской семьи.
В рамках этой работы был создан проект сада-буфера между проезжей частью улицы и дворцом, который был закончен уже в период царствования Александра III. Строительство началось по проекту архитектора Н. И. Крамского в 1896 году. В процессе работы сад был поднят над окружающим пейзажем — на площади более 13 000 квадратных метров разница высот составила порядка метра.
В центре сада был создан фонтан, в саду был разбит цветник и высажены деревья, этими работами руководил садовый мастер Р. Ф. Катцер. В работах участвовал архитектор Р. Шмелинг.

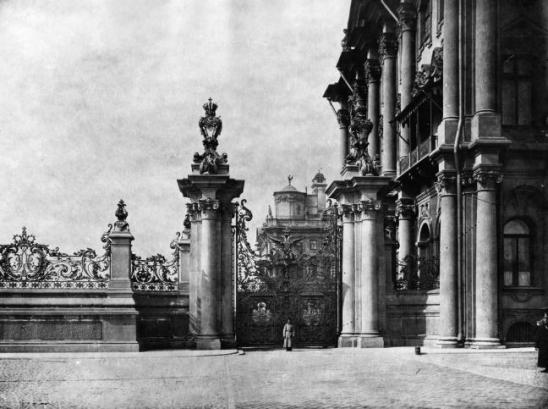
Ворота садика, решётка и фонари

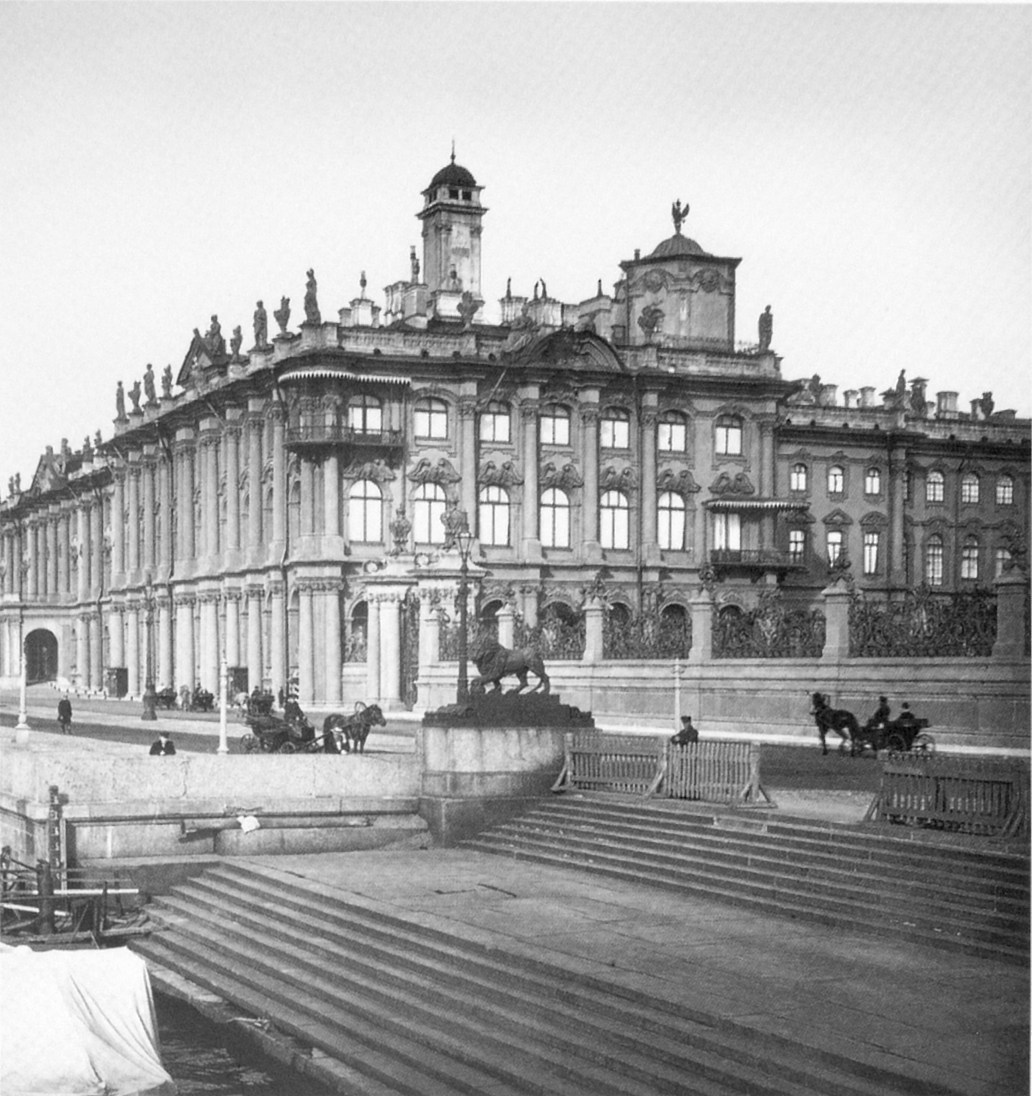
Ограда со стороны Невы

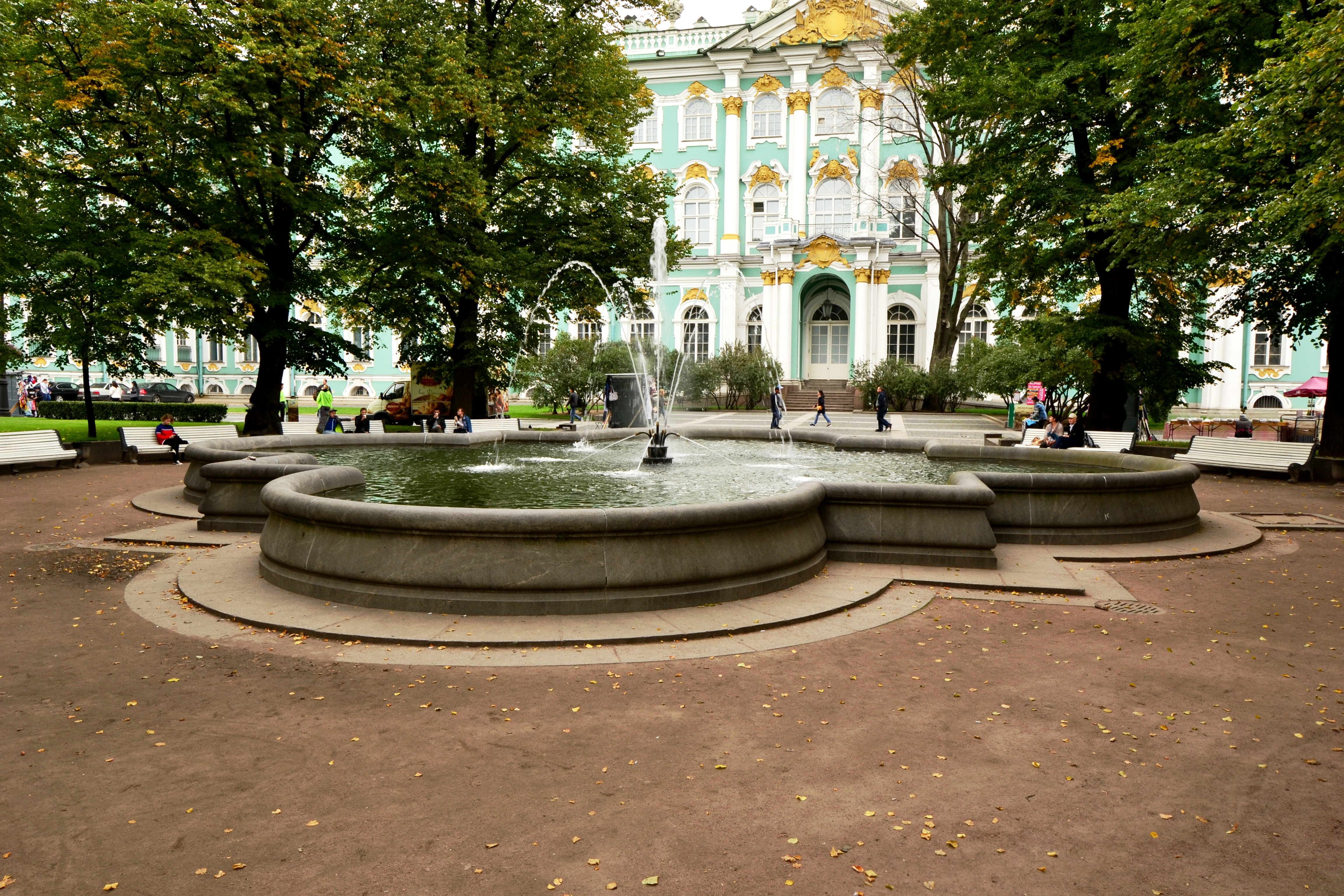
Реконструированный фонтан

В следующем, 1897 году императором Николаем II был выбран проект ограды сада архитектора Р. Ф. Мельцера, стилизованной под растреллиевское барокко. Решётка была выполнена в виде узора из стилизованных листьев аканта, которые окружали вензеля императорской семьи и государственный герб Российской империи. Решётка была изготовлена в 1899 году силами мастерской Ф. А. Эгельсона, гербы и вензеля вычеканены на заводе Сан-Галли, в 1900 году она была представлена на всемирной выставке в Париже. Экспонат включал в себя ворота, четыре звена решётки и шесть ваз для украшения столбов ограды; этому экспонату было присуждено Гран-при выставки.
В 1902 году ограда была установлена на место, она выглядела эффектно на высоком пьедестале из песчаника, установленного на гранитное основание. Вход в сад находился у стен дворца, это были большие ворота с двуглавым орлом, на столбах которых были водружены фонари. У ограды постоянно дежурил часовой, в саду были посажены деревья, в результате сад стал хорошей защитой императорской семьи от шума и недружелюбных проявлений.

## История
Созданный сад не приобрёл особого статуса, так как с 1904 года семья императора переехала в Царское Село, официальные приёмы также стали редким событием. Но горожан в сад не допускали.
После революции дворцовый сад был разрушен представителями новой власти. В первую очередь пострадали символы решётки — орлы и монограммы были выломаны, короны с вершин столбов тоже были сорваны. В 1918 году были уничтожены цветники сада, ограда была серьёзно повреждена.
7 ноября 1918 года — в первую годовщину революции — на фундамент одного из звеньев решётки был установлен гипсовый бюст Радищева, это событие считалось первым проявлением ленинского плана монументальной пропаганды.
Сад был уничтожен 1 мая 1920 года, для этого был организован исторический «ленинский» субботник. В субботнике участвовало семь тысяч рабочих, студентов и курсантов, по Неве был подогнан плавучий кран. Для вывоза мусора были мобилизованы грузовики, подводы, а также специально для субботника была проложена узкоколейная железная дорога, по которой ездило сто вагонеток. В 1925 году при разборке фундамента ограды была найдена серебряная закладная доска, а также золотые и серебряные монеты 1897—1898 годов.
Восемь звеньев решётки были демонтированы и в 1925—1926 годах установлены в качестве ограды сада 9-го Января на проспекте Стачек. При установке решёток на новом месте были нарушены пропорции — основание решёток было устроено существенно ниже, что испортило впечатление от композиции. К тому же в картушах на месте двуглавых орлов и вензелей были оставлены большие дыры, которые также испортили вид ограды.
В саду сохранились исторические деревья и фонтан. Этот фонтан был реконструирован в 2007—2008 годах с восстановлением исторического вида.